# ناحیه ولی، شهرستان بوفالو، نبراسکا
ناحیه ولی، شهرستان بوفالو، نبراسکا (به انگلیسی: Valley Township, Buffalo County, Nebraska) یک سکونتگاه مسکونی در ایالات متحده آمریکا است که در شهرستان بوفالو، نبراسکا واقع شده‌است.

## خصوصیات
ناحیه ولی ۹۲٫۸۶ کیلومترمربع مساحت و ۱۵۸ نفر جمعیت دارد و ۶۷۱ متر بالاتر از سطح دریا واقع شده‌است.